# 希爾達星
希爾達星（153 Hilda）是一颗位于小行星带外侧的大型小行星，直径约为170千米。由于它主要由含碳物质组成，所以表面非常暗。它是在1875年11月2日由奥地利天文学家约翰·帕利扎发现，并以天文学家狄奥多·冯·奥普泽的女儿希爾達·奥普泽命名。
小行星153是希尔达族的代表星，但希尔达族实际上并非真正的小行星族，因为其成员并没有任何物理联系，只是因为它们和木星形成2：3的轨道共振。木星绕太阳公转一周需要11.9年，而希爾達星需要7.9年。这意味着木星每公转两周时，以希爾達星为代表的希尔达族小行星刚好公转三圈。目前已经知道至少有1,100颗小行星和木星有2：3的轨道共振关系
。
2002年12月31日，在日本可以看到一次希爾達星掩星的现象，科学家在此期间对其光变曲线进行研究，发现其振幅很小，这暗示希爾達星可能是一个球形天体，或者它表面各个地方拥有几乎相同的反照率。